# Л'Аквіла
Л'А́квіла (Л'А́куїла) (італ. L'Aquila) — місто та муніципалітет в Італії, центр області Абруццо, столиця однойменної провінції.
Л'Аквіла розташована на відстані близько 95 км на північний схід від Рима.
Населення — 70 230 осіб (2014).
Щорічний фестиваль відбувається 10 червня. Покровитель — San Massimo.
6 квітня 2009 року внаслідок землетрусу було пошкоджено близько 50 % будівель міста.

## Демографія
Населення за роками:

Станом на 1 січня 2023 року в муніципалітеті офіційно проживав 5951 іноземець з 120 країн, серед них 2125 громадян країн Євросоюзу та 186 громадян України.

## Сусідні муніципалітети
- Антродоко
- Барете
- Баришано
- Боргорозе
- Каньяно-Амітерно
- Кампотосто
- Капітіньяно
- Кроньялето
- Фано-Адріано
- Фосса
- Ізола-дель-Гран-Сассо-д'Італія
- Луколі
- Мальяно-де'-Марсі
- Окре
- П'єтракамела
- Піццолі
- Рокка-ді-Камбіо
- Рокка-ді-Меццо
- Санто-Стефано-ді-Сессаніо
- Скоппіто
- Торнімпарте

## Галерея зображень

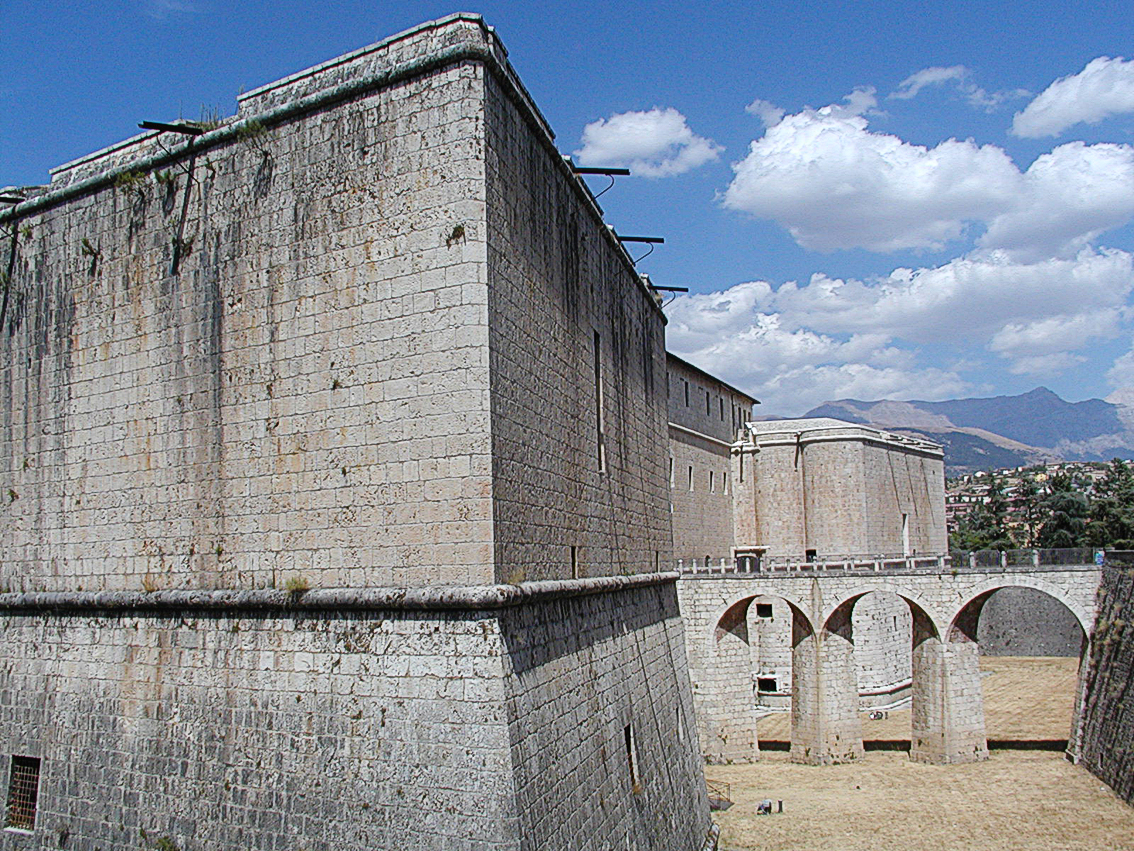
Forte Spagnolo
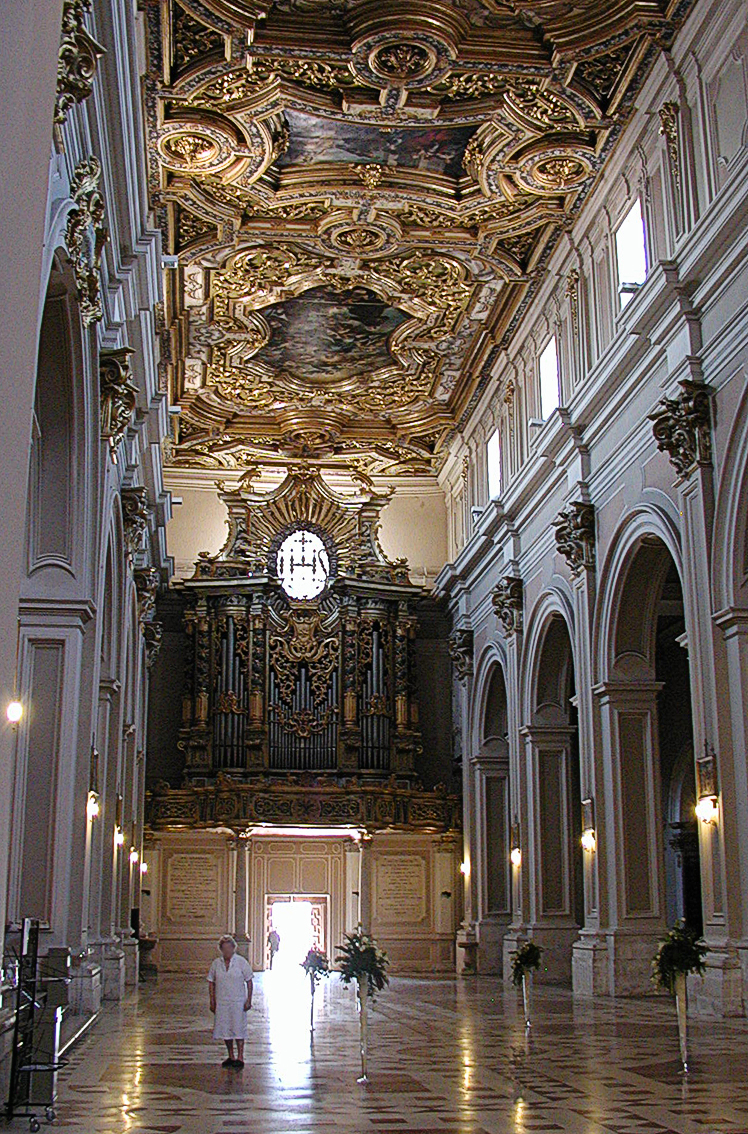
Interno di San Bernardino
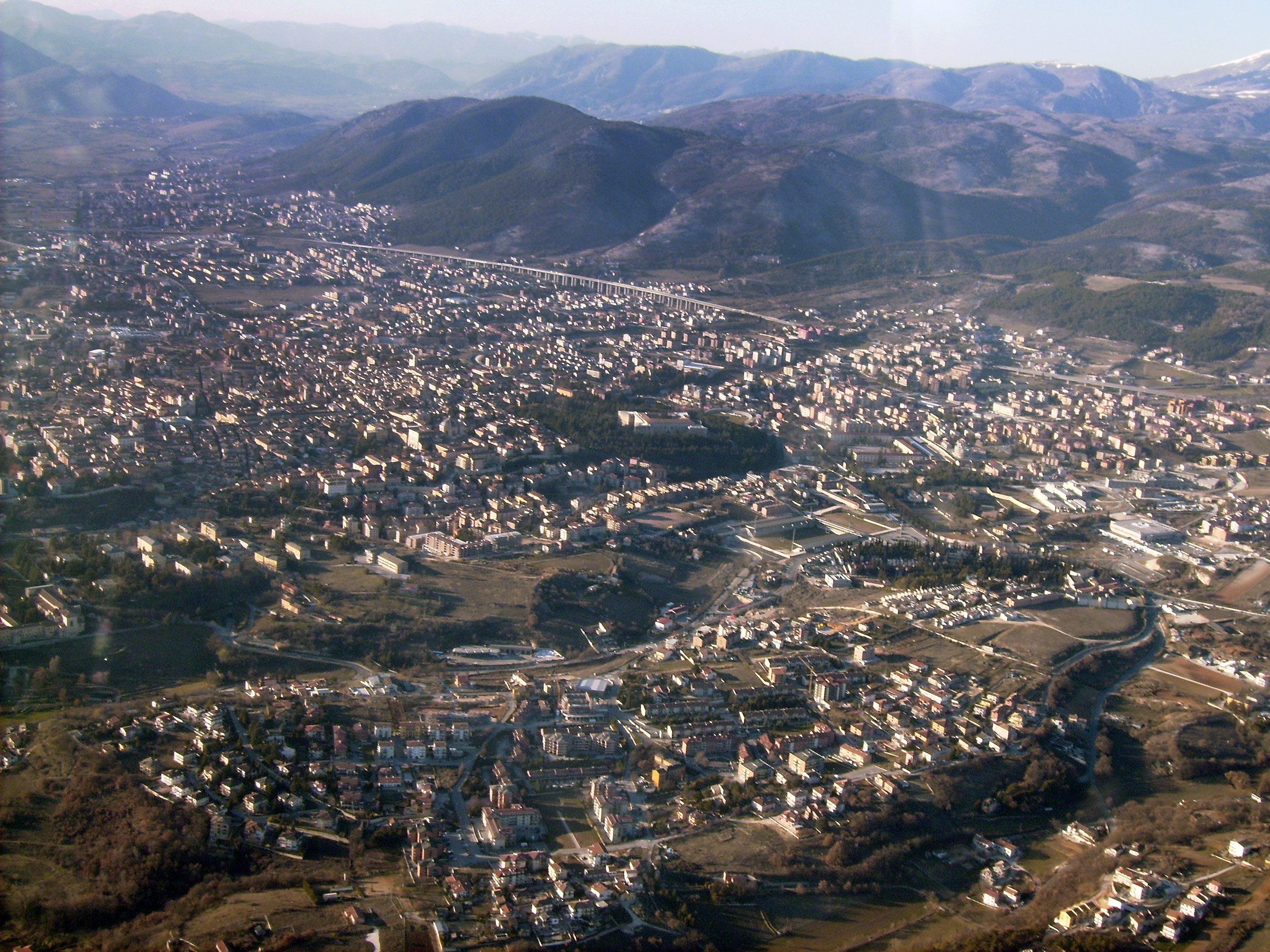
Л'Акуїла з пташиного польоту